# Famille Blanchard de La Musse
La famille Blanchard de la Musse est une famille de la noblesse française qui donna notamment deux maires de la ville de Nantes durant le XVIIe siècle et à la tête de la seigneurie principale de Saint-Herblain. Elle est éteinte.

## Histoire
Cette famille compte plusieurs branches :
- du Bois de La Musse
- de L'Essongère
- de La Brosse
- du Halliou[3].

## Personnalités
- Jan Blanchard ( -avant 1572), sieur de Carheil, épouse vers 1509 Jacquette Le Meignen ( -1572), dame de Moayre[4].
  - François Blanchard  ( -1567), sieur de La Maisonneuve, notaire à Fay-de-Bretagne, épouse Guillemette Lenepveu, dame de Nouillac
    - Mathurin Blanchard (-1634), prêtre, licencié es droits, recteur de Plessé, chanoine de la collégiale Notre-Dame de Nantes archidiacre de la Mée, official et vicaire général de Nantes
    - Jean Blanchard, sieur de la Maisonneuve, notaire royal à Nantes, marié à Jeanne Cosnier, dame de Tregonnet
      - Jean Blanchard (1575-1651), seigneur de Lessongère, baron du Bois de la Musse, maire de Nantes de 1611 à 1613, premier président de la Chambre des comptes de Bretagne de 1634 à 1636. Il épouse en 1597 Jeanne Rioteau de la Pilardière[5] puis en 1601 Magdeleine Fruyneau (1587-1639)[6] et enfin Marie de Sesmaisons.
        - César-Auffrey Blanchard (1612-1671), marquis du Bois de la Musse (créé marquis en 1651), premier président de la Chambre des comptes de Bretagne de 1636 à 1673. Il épouse à Paris Catherine de Bruc (1610-1681)[7].
          - Charles Blanchard (Rennes 1639 - Nantes 17 mars 1708) épouse en 1668 à Nantes Françoise Le Moyne, marquise de La Musse (1650-1709)[8].
            - Jean-Baptiste Blanchard du Bois de La Musse (Nantes 3 mars 1670 - Nantes 31 juillet 1725) épouse le 11 août 1711 à Nantes Reine Marie Pelaud, dame de La Ville-Aubin ( -1764)[9].
              - Jean-Baptiste Blanchard, chevalier, marquis du Bois de La Musse (1713-1780), président des enquêtes, puis président à mortier au parlement de Bretagne. Il épouse Françoise Thérèse de Bruc.
                - François-Gabriel-Ursin Blanchard, marquis de La Musse, seigneur de Chantenay (1752-1837), homme de lettres, l'un des fondateurs de la Société académique de Nantes, conseiller au parlement de Bretagne. Il épouse le 6 juillet 1773 à Nantes Marie Anne Chotard (1754-1780)[10].

    - Nicolas Blanchard du Plessis (1553-1587), célèbre avocat à Rennes, épouse Marie de Launay
    - Mathurin Blanchard (1556-1634), vicaire général de Philippe Cospéan
    - Pierre Blanchard (1560-1606), sieur de La Chapelle, lieutenant du château de Blain, épouse Anne Peczen[11].
      - Guillaume Blanchard (-1641), seigneur de La Chapelle, maire de Nantes de 1631 à 1632. Il épouse en 1611 Michelle Viaud, dame de Château-Gaillard.
        - Jean Blanchard (1617-), sieur d'Indre, chanoine de la cathédrale de Nantes, prieur d'Indre, chapelain de la Reine
        - François Blanchard (-1655), sieur de Ludière, lieutenant général et gouverneur de l'île de Ré

### Autre branche
- Joseph Blanchard du Halliou (1770-1848), maire de Saint-Père-en-Retz de 1800 à 1808.
- Paul Blanchard de La Brosse (1872-), gouverneur colonial de la Cochinchine de 1926 à 1929, directeur de cabinet du ministre des Affaires étrangères et ambassadeur de France en Chine.
  - Sichan Souphan Blanchard de La Brosse (1902-), professeur au Laos, membre de la Commission d'adaptation et de traduction à l'usage des élèves laotiens, puis haut-fonctionnaire colonial, puis du Laos indépendant

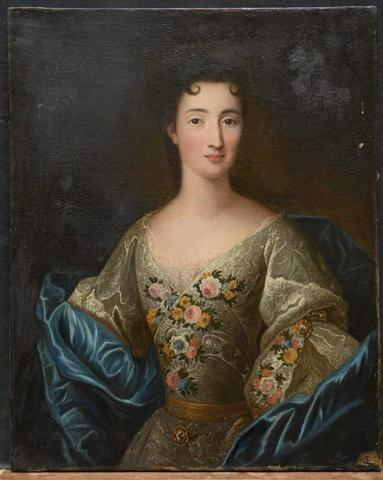
Jeanne Blanchard, épouse de Becdelièvre
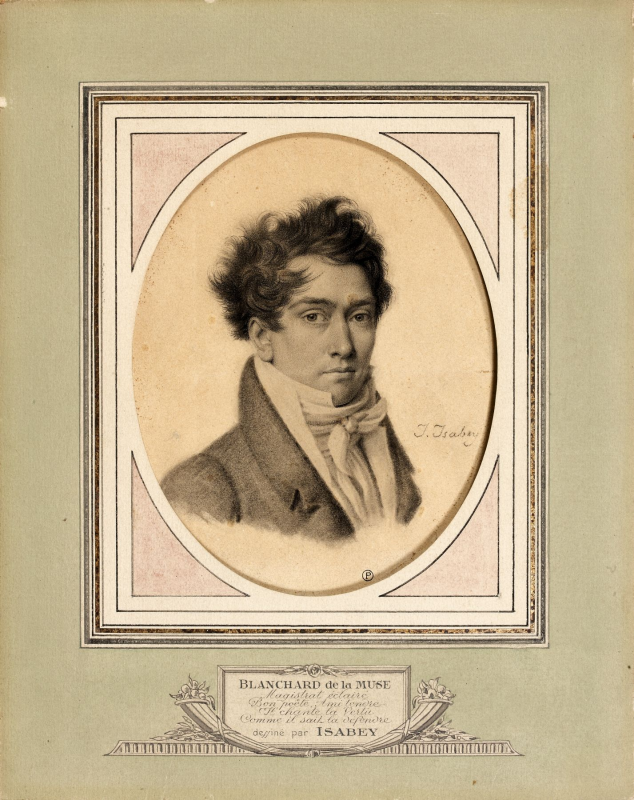
François Gabriel Ursin Blanchard de La Musse
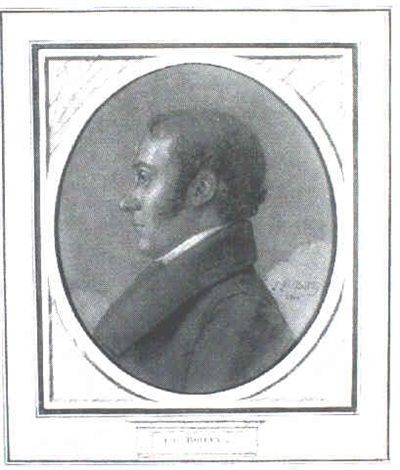
M. Blanchard de La Musse
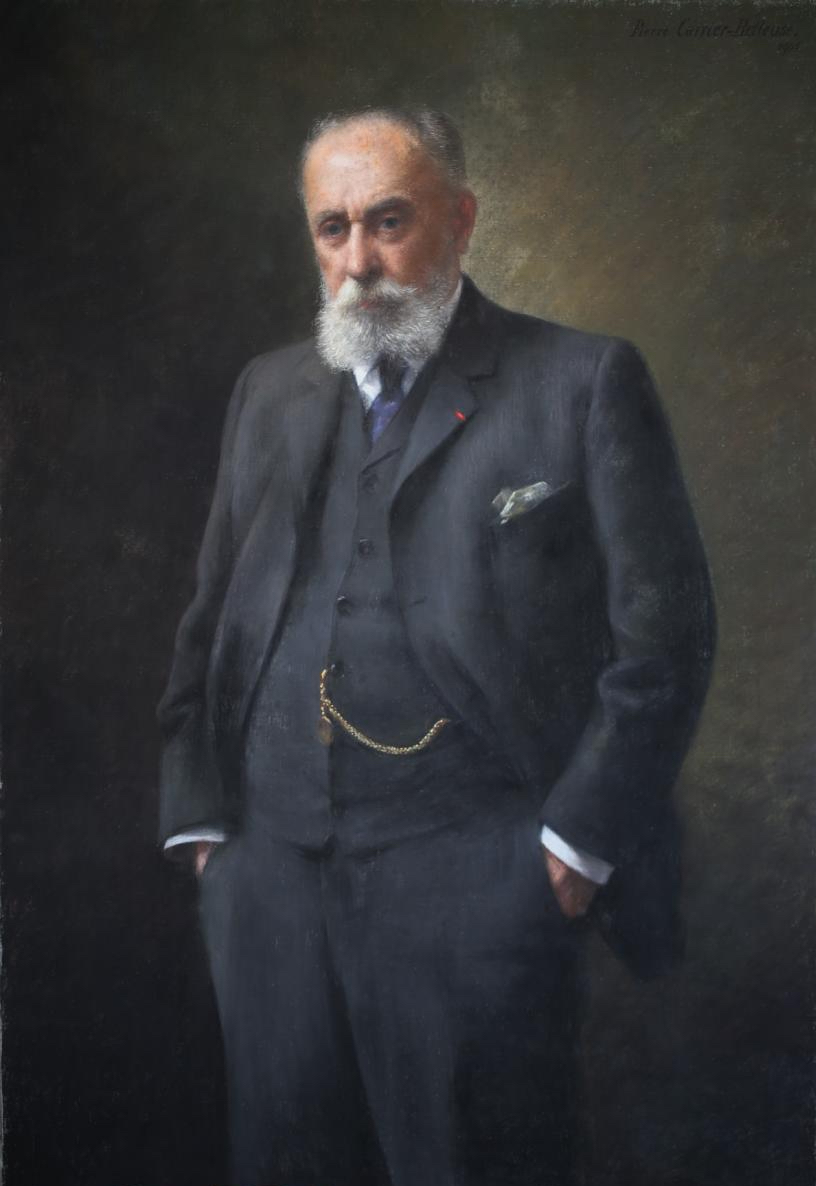
Paul Blanchard de La Brosse

## Alliances
d'Aubigné, Benoist-Gironière, Couëtoux de La Touche, Varsavaux, de Sesmaisons, de Bruc, de Becdelièvre, de Monti, Fouquet, de Margadel, d'Arras, Bedeau, de Ruays, Luzeau de Chavagne, Crouan, du Bot, Nouvel de La Flèche, Busson de La Haye, Mabilais, Dorion, Hastings, Guyot de Lisle, Jaillard de La Marronnière, de Gauréault du Mont, du Bot, de Bizien du Lézard, du Plessier, de Lourmel de La Picardière, Cocaud de La Villauduc, ...

## Armoiries
D’azur à la fasce d’argent, accompagnée de cinq besants d’or..

## Pour approfondir